# جحوتي

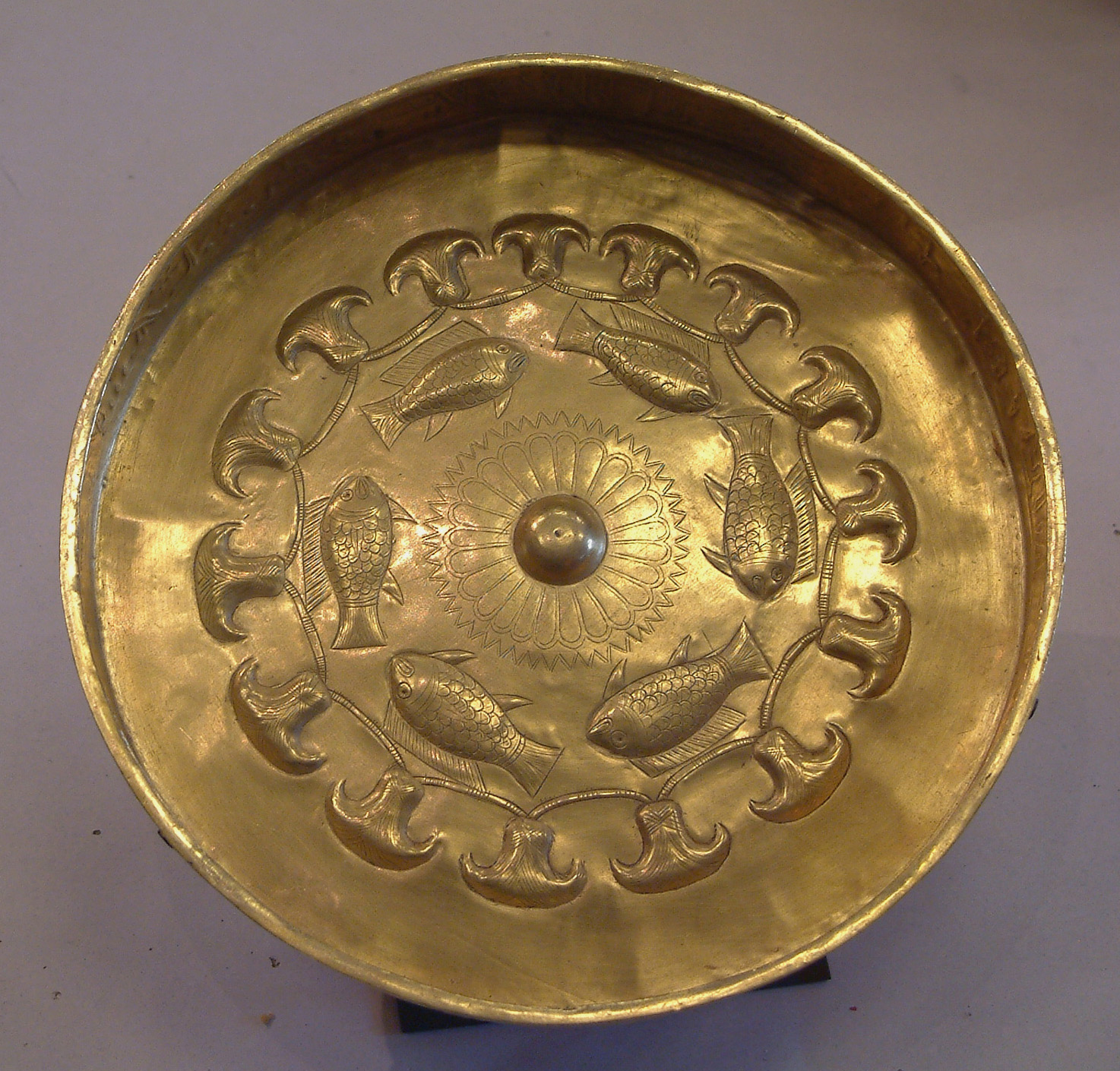
صحن جحوتي الذهبي، متحف اللوفر

كان جحوتي (المعروف أيضًا باسم تحوتي) جنرالًا في عهد الملك المصري تحتمس الثالث (حكم 1479-1425 قبل الميلاد) في الأسرة الثامنة عشر. يُعرف بأنه البطل الرئيسي في قصة سقوط يافا. يحمل جحوتي ألقاب كاتب الملك والمشرف على القوات والمشرف على دول الشمال الأجنبية في السجلات المصرية المعاصرة.

## سيرة شخصية
جحوتي معروف من مصدرين. تم العثور على دفنه دون عائق في عام 1824 في سقارة وهو الشخصية الرئيسية في القصة المصرية سقوط يافا.
السرد المصري محفوظ على بردية موجودة الآن في المتحف البريطاني (EA 10060). كانت مدينة يافا قد تمردت على سلطة تحتمس الثالث ورد الملك المصري بإرسال جيش مصري تحت قيادة جحوتي لاستعادة السيطرة على المدينة. رتب جحوتي ببراعة لأول مرة لقاء أو التحدث مع زعيم المتمردين في يافا في مكان خارج أسوار المدينة. بمجرد أن كان بمفرده مع زعيم التمرد، قام جحوتي على الفور بضرب الرجل على جبهته وأسره. مع إنجاز هذه المهمة، قرر جحوتي السيطرة على المدينة بالخداع. أعلن جحوتي في البداية زوراً أنه، جحوتي، قد هُزم على يد المتمردين وكان الآن يرسل «جزية» لسكان يافا. جاءت الجزية على شكل مائتي سلة تم تسليمها إلى يافا كهدية سلام من قبل جحوتي. لكن دون علم سكان يافا، أخفت كل سلال واحدة من مائتي جندي من جنود جحوتي.
وقد خدعتهم حيلة جحوتي، حاكم يافا، وأخذهم إلى المدينة عبر بوابات المدينة. بعد فترة وجيزة، نهض جنود جحوتي من سلالهم وسرعان ما استولوا على المدينة واستولوا على مواطنيها. ومن ثم، فإن الوصف المصري للاستيلاء على يافا يشبه إلى حد ما قصة حصان طروادة الذي حدث افتراضيًا بعد قرنين من الزمان في طروادة. مع عودة يافا بقوة إلى أيدي المصريين، أرسل جحوتي كلمة إلى ملكه، تحتمس الثالث، بانتصاره:
 ثقوا! لأن آمون أبوك الصالح قد وهبك أنت متمرد يافا وجميع قومه ومدينته. أرسل الرجال ليأخذوهم كسبي حتى تملأ بيت والدك آمون رع، ملك الآلهة، بالعبيد والخدم الذين سقطوا تحت قدميك إلى الأبد. 

## قبر

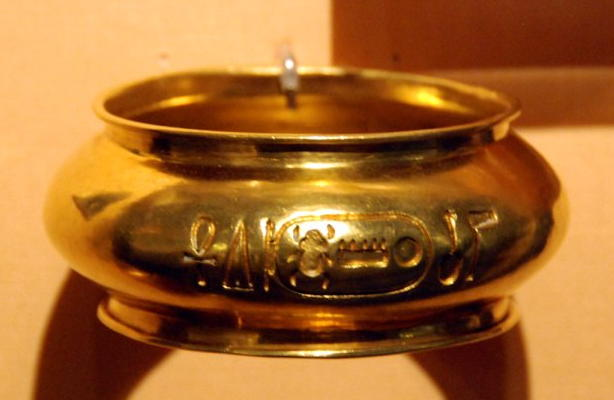
سوار جحوتي الذهبي

لم يكن جحوتي شخصًا خياليًا. في شتاء عام 1824، وجد برناردينو دروفيتي قبره في سقارة دون أي إزعاج. في هذه الأيام الأولى، كان علم الآثار المصري في مهده ولم يتم عمل سوى بضع ملاحظات عن الحفريات. اليوم، هناك فقط أوصاف موجزة للاكتشاف المحفوظة في السجلات الأثرية. تم بيع القطع لمجموعات المتاحف المختلفة في جميع أنحاء العالم، وفي معظم الحالات، لا يمكن إرجاعها إلى قبر جحوتي على وجه اليقين إلا عندما تحمل اسمه. تشمل الأشياء التي تم العثور عليها في مقبرة الجنرال صحنًا ذهبيًا ووعاءًا فضيًا، وكلاهما اليوم في متحف اللوفر، وأربع جرار كانوبية الآن في فلورنسا، وجعران القلب، وسوار ذهبي في متحف ريجكس في لادين وخنجر جحوتي في دارمشتات. لا شيء معروف عن نعش جحوتي ومومياءه، على الرغم من ذكرهما لفترة وجيزة من قبل دروفيتي.
ويعتقد أيضًا أن خاتم أشبرنهام، الذي يعد «أحد أروع قطع المجوهرات المصرية التي تضاف إلى مجموعة [المتحف البريطاني] الوطنية لسنوات عديدة» نشأ أيضًا من دفن الجنرال جحوتي. تم شراء الخاتم في الأصل من قبل إيرل أشبرنهام في القاهرة عام 1825 على الأرجح من عائدات أعمال التنقيب التي قام بها دروفيتي في سقارة ولم يتم اكتشاف مقبرة جحوتي إلا في العام السابق. يزن هذا الخاتم الدائري المستطيل 35.8 جرامًا، وقد كتب على جانبيه نصوص: «إنه من السيدتين، عظيم الرعب في كل البلاد» و «من خبر رع، حبيب بتاح، مشع الوجه». نظرًا لأن دراسة كريستين ليليكويست لوعاء جحوتي الذهبي والأشياء الجنائزية الأخرى أظهرت أن جحوتي ربما دُفن في سقارة وليس طيبة كما افترض في الأصل، يبدو أن خاتم أشبرنهام جاء من كنوز قبر جحوتي.
يحتوي وعاء جحوتي الذهبي في متحف اللوفر على نقش يسجل أنه كان هدية من تحتمس الثالث لجنراله:
ممنوحة من قبل الملك من خبر رع [تحتمس الثالث]، ملك مصر العليا والسفلى، إلى صاحب السمو النبيل، والد الإله، ومحبوب الإله، الرجل الواثق للملك في جميع الأراضي الأجنبية وفي الجزر وسط البلاد. البحر، الذي يملأ المخازن باللازورد والفضة والذهب، تبرأ الجنرال... [و] الكاتب الملكي جحوتي.